# Ralph G. Brooks
Pour les articles homonymes, voir Brooks.
Ralph Gilmour Brooks, né le 6 juillet 1898 et mort le 9 septembre 1960, est un homme politique démocrate américain. Il est le 29e gouverneur du Nebraska entre 1959 et 1960.

## Sources
- (en) Cet article est partiellement ou en totalité issu de l’article de Wikipédia en anglais intitulé « Ralph G. Brooks » (voir la liste des auteurs).